# Loogootee
Loogootee é uma cidade localizada no estado americano de Indiana, no Condado de Martin.

## Demografia
Segundo o censo americano de 2000, a sua população era de 2741 habitantes.
Em 2006, foi estimada uma população de 2670, um decréscimo de 71 (-2.6%).

## Geografia
De acordo com o United States Census Bureau tem uma área de
4,1 km², dos quais 4,1 km² cobertos por terra e 0,0 km² cobertos por água. Loogootee localiza-se a aproximadamente 164 m acima do nível do mar.

## Localidades na vizinhança
O diagrama seguinte representa as localidades num raio de 20 km ao redor de Loogootee.